# Vienna Open 2012 - Qualificazioni singolare
Le qualificazioni del singolare al Vienna Open 2012 sono state un torneo di tennis preliminare per accedere alla fase finale della manifestazione. I vincitori dell'ultimo turno sono entrati di diritto nel tabellone principale. In caso di ritiro di uno o più giocatori aventi diritto a questi sono subentrati i lucky loser, ossia i giocatori che hanno perso nell'ultimo turno ma che avevano una classifica più alta rispetto agli altri partecipanti che avevano comunque perso nel turno finale.

## Teste di serie
Le prime tre teste di serie ricevono un bye per il secondo turno
1. Grega Žemlja (qualificato)
2. Ruben Bemelmans (qualificato)
3. Vasek Pospisil (qualificato)
4. Daniel Brands (qualificato)

1. Matthias Bachinger (ultimo turno)
2. Florent Serra (primo turno)
3. Dustin Brown (ultimo turno)
4. Adrian Mannarino (primo turno)

## Qualificati
1. Grega Žemlja
2. Ruben Bemelmans

1. Vasek Pospisil
2. Daniel Brands

## Tabellone

### Legenda
| - Q = Qualificato - WC = Wild card - LL = Lucky loser | - ALT = Alternate - SE = Special Exempt - PR = Protected Ranking | - w/o = Walkover - r = Ritirato - d = Squalificato |

### Sezione 1
|  | Primo turno        | Primo turno        | Primo turno        | Primo turno | Primo turno |  |  | Secondo turno | Secondo turno      | Secondo turno      | Secondo turno | Secondo turno |   |   | Ultimo turno | Ultimo turno | Ultimo turno | Ultimo turno | Ultimo turno |  |
|  |                    |                    |                    |             |             |  |  |               |                    |                    |               |               |   |   |              |              |              |              |              |  |
|  |                    |                    |                    |             |             |  |  |               |                    |                    |               |               |   |   |              |              |              |              |              |  |
|  |                    |                    |                    |             |             |  |  | 1             | Grega Žemlja       | Grega Žemlja       | 6             | 6             |   |   |              |              |              |              |              |  |
|  | Arnau Brugués-Davi | Arnau Brugués-Davi | Arnau Brugués-Davi | 7           | 6           |  |  |               | Arnau Brugués-Davi | Arnau Brugués-Davi | 2             | 2             |   |   |              |              |              |              |              |  |
|  | Riccardo Bellotti  | Riccardo Bellotti  | Riccardo Bellotti  | 5           | 4           |  |  |               |                    |                    |               |               |   |   | 1            | Grega Žemlja | Grega Žemlja | 6            | 7            |  |
|  | Ivo Klec           | Ivo Klec           | Ivo Klec           | 7           | 6           |  |  |               |                    |                    | Jan Minář     | Jan Minář     | 4 | 5 |              |              |              |              |              |  |
|  | Filip Havaj        | Filip Havaj        | Filip Havaj        | 5           | 4           |  |  | Ivo Klec      | Ivo Klec           | 7                  | 4             | 3             |   |   |              |              |              |              |              |  |
|  |                    | Jan Minář          | 6                  | 6           | 6           |  |  | Jan Minář     | Jan Minář          | 5                  | 6             | 6             |   |   |              |              |              |              |              |  |
|  | 6                  | Florent Serra      | 7                  | 4           | 3           |  |  |               |                    |                    |               |               |   |   |              |              |              |              |              |  |

### Sezione 2
|  | Primo turno             | Primo turno             | Primo turno      | Primo turno | Primo turno |  |  | Secondo turno           | Secondo turno           | Secondo turno           | Secondo turno   | Secondo turno   |   |   | Ultimo turno | Ultimo turno    | Ultimo turno    | Ultimo turno | Ultimo turno |  |
|  |                         |                         |                  |             |             |  |  |                         |                         |                         |                 |                 |   |   |              |                 |                 |              |              |  |
|  |                         |                         |                  |             |             |  |  |                         |                         |                         |                 |                 |   |   |              |                 |                 |              |              |  |
|  |                         |                         |                  |             |             |  |  | 2                       | Ruben Bemelmans         | Ruben Bemelmans         | 7               | 6               |   |   |              |                 |                 |              |              |  |
|  | WC                      | David Marrero           | David Marrero    | 4           | 3           |  |  |                         | Philipp Oswald          | Philipp Oswald          | 5               | 4               |   |   |              |                 |                 |              |              |  |
|  |                         | Philipp Oswald          | Philipp Oswald   | 6           | 6           |  |  |                         |                         |                         |                 |                 |   |   | 2            | Ruben Bemelmans | Ruben Bemelmans | 6            | 6            |  |
|  | Daniel Muñoz de la Nava | Daniel Muñoz de la Nava | 4                | 6           | 7           |  |  |                         |                         |                         | Peter Gojowczyk | Peter Gojowczyk | 2 | 4 |              |                 |                 |              |              |  |
|  | Marsel İlhan            | Marsel İlhan            | 6                | 3           | 5           |  |  | Daniel Muñoz de la Nava | Daniel Muñoz de la Nava | Daniel Muñoz de la Nava | 5               | 64              |   |   |              |                 |                 |              |              |  |
|  |                         | Peter Gojowczyk         | Peter Gojowczyk  | 6           | 6           |  |  | Peter Gojowczyk         | Peter Gojowczyk         | Peter Gojowczyk         | 7               | 7               |   |   |              |                 |                 |              |              |  |
|  | 8                       | Adrian Mannarino        | Adrian Mannarino | 2           | 3           |  |  |                         |                         |                         |                 |                 |   |   |              |                 |                 |              |              |  |

### Sezione 3
|  | Primo turno     | Primo turno     | Primo turno     | Primo turno | Primo turno |  |  | Secondo turno | Secondo turno  | Secondo turno  | Secondo turno | Secondo turno |   |   | Ultimo turno | Ultimo turno   | Ultimo turno | Ultimo turno | Ultimo turno |  |
|  |                 |                 |                 |             |             |  |  |               |                |                |               |               |   |   |              |                |              |              |              |  |
|  |                 |                 |                 |             |             |  |  |               |                |                |               |               |   |   |              |                |              |              |              |  |
|  |                 |                 |                 |             |             |  |  | 3             | Vasek Pospisil | Vasek Pospisil | 6             | 6             |   |   |              |                |              |              |              |  |
|  | Ivo Minář       | Ivo Minář       | Ivo Minář       | 6           | 6           |  |  |               | Ivo Minář      | Ivo Minář      | 2             | 4             |   |   |              |                |              |              |              |  |
|  | Gibril Diarra   | Gibril Diarra   | Gibril Diarra   | 3           | 2           |  |  |               |                |                |               |               |   |   | 3            | Vasek Pospisil | 65           | 6            | 6            |  |
|  | Nicolas Reissig | Nicolas Reissig | Nicolas Reissig | 2           | 2           |  |  |               |                | 7              | Dustin Brown  | 7             | 0 | 3 |              |                |              |              |              |  |
|  | Martin Fischer  | Martin Fischer  | Martin Fischer  | 6           | 6           |  |  |               | Martin Fischer | 3              | 6             | 1             |   |   |              |                |              |              |              |  |
|  |                 | Mate Pavić      | Mate Pavić      | 3           | 2           |  |  | 7             | Dustin Brown   | 6              | 3             | 6             |   |   |              |                |              |              |              |  |
|  | 7               | Dustin Brown    | Dustin Brown    | 6           | 6           |  |  |               |                |                |               |               |   |   |              |                |              |              |              |  |

### Sezione 4
|  | Primo turno          | Primo turno          | Primo turno          | Primo turno | Primo turno |  |  | Secondo turno | Secondo turno        | Secondo turno        | Secondo turno      | Secondo turno |   |   | Ultimo turno | Ultimo turno  | Ultimo turno | Ultimo turno | Ultimo turno |  |
|  |                      |                      |                      |             |             |  |  |               |                      |                      |                    |               |   |   |              |               |              |              |              |  |
|  | 4                    | Daniel Brands        | Daniel Brands        | 6           | 6           |  |  |               |                      |                      |                    |               |   |   |              |               |              |              |              |  |
|  |                      | Jan Hernych          | Jan Hernych          | 4           | 2           |  |  | 4             | Daniel Brands        | Daniel Brands        | 6                  | 6             |   |   |              |               |              |              |              |  |
|  | Maximilian Neuchrist | Maximilian Neuchrist | Maximilian Neuchrist | 6           | 6           |  |  |               | Maximilian Neuchrist | Maximilian Neuchrist | 4                  | 4             |   |   |              |               |              |              |              |  |
|  | Michael Eibl         | Michael Eibl         | Michael Eibl         | 1           | 4           |  |  |               |                      |                      |                    |               |   |   | 4            | Daniel Brands | 7            | 2            | 6            |  |
|  | WC                   | Christopher Kas      | Christopher Kas      | 6           | 6           |  |  |               |                      | 5                    | Matthias Bachinger | 64            | 7 | 3 |              |               |              |              |              |  |
|  |                      | Lucas Miedler        | Lucas Miedler        | 2           | 2           |  |  | WC            | Christopher Kas      | Christopher Kas      | 1                  | 2             |   |   |              |               |              |              |              |  |
|  |                      | Pascal Brunner       | Pascal Brunner       | 4           | 1           |  |  | 5             | Matthias Bachinger   | Matthias Bachinger   | 6                  | 6             |   |   |              |               |              |              |              |  |
|  | 5                    | Matthias Bachinger   | Matthias Bachinger   | 6           | 6           |  |  |               |                      |                      |                    |               |   |   |              |               |              |              |              |  |